# Гаурнади
Гаурнади или Гоурнади (бенг. গৌরনদী, англ. Gaurnadi) — город на юге Бангладеш, административный центр одноимённого подокруга. Площадь города равна 12,99 км². По данным переписи 2001 года, в городе проживало 37 411 человек, из которых мужчины составляли 51,31 %, женщины — соответственно 48,69 %. Уровень грамотности населения составлял 48,8 % (при среднем по Бангладеш показателе 43,1 %). 